# 152657 Yukifumi
152657 Yukifumi este un asteroid din centura principală de asteroizi.

## Descriere
152657 Yukifumi este un asteroid din centura principală de asteroizi. A fost descoperit pe 4 decembrie 1997 la Kuma Kogen de Akimasa Nakamura. Asteroidul prezintă o orbită caracterizată de o semiaxă mare de 2,60 ua, o excentricitate de 0,24 și o înclinație de 5,2° în raport cu ecliptica.